# Château de la Sémondière
Le château de la Sémondière est une ancienne demeure fortifiée, de la fin du XVIe siècle, qui se dresse sur la commune française de Brécey, dans le département de la Manche en région Normandie.

## Localisation
Le château de la Sémondière est situé, au hameau éponyme, à 1,2 kilomètre au nord-ouest de l'église Saint-Martin de Brécey, dans le département français de la Manche.

## Historique
Le château construit en 1590, sous le règne d'Henri IV, est habité dès cette époque par la famille Detrez. Il serait la plus vieille construction du canton encore visible aujourd'hui.
Parmi les habitants de la Sémondière, Marie-Louise de Brécey (1697-1778), madame Jean de Jullienne, teinturier, amateur d’art, mécène et collectionneur et sa nièce, Françoise-Laurence de Brécey - veuve en 1768 de Jean-Baptiste Ruault-Coutances - décédée le 5 prairial an XI (25 mai 1803) dont le fils aîné, chef des mouvements maritimes du port de Saint-Malo, Julien-Claude-Marie Ruault-Coutances, vend la Sémondière en 1815 à Jean-François du Buat (1769-1860), capitaine d'infanterie et chevalier de Saint-Louis, résidant à la Mancellière. Ce dernier avec son épouse, Monique-Louise-Bonne Tesson de la Mancellière (1774-1853), décorèrent l'intérieur de la maison en style Empire.

## Description
La Sémondière, construite en schiste et en granit, se présente sous la forme d'un logis avec dans un de ses angles une tour d'escalier. Son caractère défensif est conservé par ses meurtrières et ses douves autrefois en eaux, larges de neuf mètres.
Le linteau de la porte d'honneur est orné d'un écusson avec dessus les armes d'une branche cadette des Brécey, les Brécey de la Sémondière, qui portent : de gueules à deux badelaires d'argent garnies d'or, placées en sautoir. Sa toiture à forte pente est percée par trois chien-assis de l'époque Empire. Elle était surmontée d'un clocheton abritant une ancienne cloche. Les documents retrouvés ont notamment permis de rétablir la rampe pourvue d'une balustrade en fer forgé.
À l'intérieur, on peut voir un salon Louis XV dont les rideaux ont pu être refaits à partir de cartons d'époque (Aubusson). Les pièces de l'étage ayant été restructurées, les propriétaires actuels se sont employés à redonner à toutes les pièces du château leurs dimensions originelles. C'est également à ces derniers que l'on doit la reconstruction de la tour d'escalier qui avait été détruite à la Révolution. L'ensemble des pièces est pour l'essentiel de style Louis XIII, préservés derrière des coffrages, faux plafonds, et revêtement de briques dans les cheminées.
À voir également, une armure datée de 1526, une collection d'habits d'époques, et dans le couloir, un cor de chasse du grand Condé.